# ARMAN
ARMAN (o Archaeal Richmond Mine Acidophilic Nanoorganisms) son arqueas descubiertas por primera vez en los ambientes ácidos de una mina del norte de California (Iron Mountain Mine). Se detectaron cinco grupos, denominados de ARMAN-1 a ARMAN-5, pero nuevos análisis los dividen en el orden Parvarchaeales y el filo Micrarchaeota.
Estos nuevos grupos de Archaea fueron pasados por alto en una PCR anterior porque los ARMAN presentan varios desajustes con los iniciadores comúnmente utilizados para los genes ARNr 16S. Fueron finalmente detectados usando la técnica de secuenciamiento shotgun. Sus genes ARNr 16S difieren entre los tres grupos tanto como el 17%. Antes de su descubrimiento, todas las archaea encontradas en la montaña pertenecían al orden Thermoplasmatales (por ejemplo, Ferroplasma).
El examen de las diferentes zonas de la mina utilizando sondas fluorescentes específicas a los grupos ARMAN ha revelado que siempre están presentes en comunidades asociadas con el drenaje ácido de la mina, que tiene un pH menor de 1,5. Normalmente constituyen un pequeño porcentaje (5-25%) de la comunidad. La filtración de muestras y el examen usando microscopía ha puesto de manifiesto que son células muy pequeñas (aproximadamente de 300 nm de diámetro), posiblemente las más pequeñas formas de vida libre. Son simbiontes obligados de los termoplasmatos o las arqueas de la clase Thermoplasmata.